# Pierre Maulandi
Pierre Maulandi, dit « Tito », né le 9 août 1920 à Monte-Carlo et mort le 17 août 2008 à Montjustin (Alpes-de-Haute-Provence), est un aviateur français, pilote de guerre durant la Seconde Guerre mondiale et la guerre d'Indochine, puis pilote d'essai. 

## Biographie
En 1939, Pierre Maulandi est breveté pilote et combat au sein du Groupe de chasse II/5 "Lafayette" et du Groupe de Chasse 3/3 "Ardennes". Camarade "joyeux drille", il accorde une grande importance aux relations avec ses camarades de combat.
Pendant la guerre d'Indochine, il a un pépin de santé et est rapatrié en France. Courageux, il passe les qualifications nécessaires pour devenir pilote d'essais. Il intègre la SNCASE en 1951.
En 1950, il est pilote d'essai sur Vampire. Son masque à oxygène se dégrafe sans qu'il s'en rende compte. Il perd connaissance et l'avion, après avoir grimpé à plus de 13 000 mètres, effectue tout seul deux piqués avec la ressource. À temps, le contrôle sol arrive à réveiller le pilote après son hypoxie...
Pierre Maulandi fut un des pilotes d'essai qui participa à la mise au point du chasseur léger SE 5000,. C'est lui qui le fit voler pour la première fois le 1er août 1953. Il s'agissait d'un chasseur pouvant atterrir sur un terrain dégradé avec un train d'atterrissage largable (sous la forme d'un chariot) et qui était remplacé par des patins. Les stratèges de cette période de guerre froide imaginaient que des bombardements préventifs seraient faits sur les bases aériennes, les rendant inutilisables par les chasseurs classiques. L'État-major français ne donna pas suite à ce projet.
En 1968, il est pilote d'essai sur l'hélicoptère Super-Frelon civil SA 321 F en Grèce avec son ami Gérard Henry.
Il pilotera plus de 68 types d'avions et plus de 13 types d'hélicoptères pendant sa carrière à la SNCASE (jusqu'à son départ en 1971).

## Distinctions et hommage
- Officier de la Légion d'honneur
- Croix de guerre 1939-1945 avec 4 palmes et étoile de vermeil
- La promotion 2010-2011 de l'EPNER (École du Personnel Navigants d'Essais et de Réception) porte son nom[8].